# Château de Larroque
O Château de Larroque é os restos de um castelo do século XII na comuna de Larroque na França.
Propriedade do município, está classificado desde 1930 como monumento histórico pelo Ministério da Cultura da França.